# Тулуза
Тулуза (оксит. Tolosa; фр. Toulouse), често правописно неправилно као „Тулуз”, јест град на југу Француске, на реци Гарона, удаљен око 600 km од Париза и каналима (канал Миди и канал Гарона) повезан са Атлантиком и Средоземним морем. По подацима из 2011. године, број становника у месту био је 447.340. У ширем подручју 2011. године, живео је 1.250.251 становник, и према томе Тулуза је пети највећи град Француске.
Тулуза је главни град региона Југ—Пиринеји и департмана Горња Гарона. У средњем веку био је престоница региона Окситанија. До Француске револуције важио је за главни град историјске провинције Лангдок.
Тулуза је центар Европске ваздухопловне индустрије, са седиштем Ербаса (раније EADS), Галилео навигационим системом, СПОТ сателитским системом,  и Ваздухопловном долином. Град је исто тако домаћин Европских седишта Интела и -CNES}- Тулушког свемирског центра (CST), највећег свемирског центра у Европи.
Овај град је данас главни центар окситанске културе у Француској. У граду постоје три универзитета.
Тулузу називају и „ружичасти град“, због специфичне боје локалне цигле. Град је богат споменицима из разних епоха и био је углавном поштеђен разарања у Другом светском рату.

## Привреда
Почев од 1980-их Тулуза се развила у један од најважнијих светских центара авиоиндустрије. У овој грани је запослено 35.000 људи у граду.
Ова врста индустрије има предисторију развоја у Тулузи. Године 1919. почели су поштански летови из Тулузе у Африку, и преко Атлантика за северну и јужну Америку. Један од пилота у Тулузи био је познати писац Антоан де Сент-Егзипери.
Француска влада је 1960-их одлучила да сва француска индустрија цивилне авијације буде сконцентрисана овде. Овде је изграђен авион Каравела, као и мотори за авион Конкорд. Данас је у граду једна од две централе фирме Ербас (друга је у Хамбургу). У Тулузи се врши завршно склапање авиона Ербас А380.
Поред авио-индустрије и биотехнологије, у граду постоје машинска, текстилна и индустрија челика. Град је важан саобраћајни чвор.

## Демографија
| 1962.   | 1968.   | 1975.   | 1982.   | 1990.   | 1999.   | 2006.   | 2011.   |
| ------- | ------- | ------- | ------- | ------- | ------- | ------- | ------- |
| 323.724 | 370.796 | 373.796 | 347.995 | 358.688 | 390.350 | 437.715 | 447.340 |

## Партнерски градови
- Нџамена
- Бристол
- Елче
- Буенос Ајрес
- Диселдорф
- Кијев
- Лагос
- Чунгкинг
- Атланта
- Ставангер
- Тел Авив

## Географија

### Клима
Тулуза има влажну суптропску климу (граничну Cfa/Cfb на Кепеновој класификацији климата) која се може класификовати као „субмедитеранска” услед близине града средоземној климатској зони.
| Клима Тулуза (Блањак) 1981–2010 просеци и рекорди 1947–садашњост | Клима Тулуза (Блањак) 1981–2010 просеци и рекорди 1947–садашњост | Клима Тулуза (Блањак) 1981–2010 просеци и рекорди 1947–садашњост | Клима Тулуза (Блањак) 1981–2010 просеци и рекорди 1947–садашњост | Клима Тулуза (Блањак) 1981–2010 просеци и рекорди 1947–садашњост | Клима Тулуза (Блањак) 1981–2010 просеци и рекорди 1947–садашњост | Клима Тулуза (Блањак) 1981–2010 просеци и рекорди 1947–садашњост | Клима Тулуза (Блањак) 1981–2010 просеци и рекорди 1947–садашњост | Клима Тулуза (Блањак) 1981–2010 просеци и рекорди 1947–садашњост | Клима Тулуза (Блањак) 1981–2010 просеци и рекорди 1947–садашњост | Клима Тулуза (Блањак) 1981–2010 просеци и рекорди 1947–садашњост | Клима Тулуза (Блањак) 1981–2010 просеци и рекорди 1947–садашњост | Клима Тулуза (Блањак) 1981–2010 просеци и рекорди 1947–садашњост | Клима Тулуза (Блањак) 1981–2010 просеци и рекорди 1947–садашњост |
| Показатељ \ Месец                                                | .Јан.                                                            | .Феб.                                                            | .Мар.                                                            | .Апр.                                                            | .Мај.                                                            | .Јун.                                                            | .Јул.                                                            | .Авг.                                                            | .Сеп.                                                            | .Окт.                                                            | .Нов.                                                            | .Дец.                                                            | .Год.                                                            |
| ---------------------------------------------------------------- | ---------------------------------------------------------------- | ---------------------------------------------------------------- | ---------------------------------------------------------------- | ---------------------------------------------------------------- | ---------------------------------------------------------------- | ---------------------------------------------------------------- | ---------------------------------------------------------------- | ---------------------------------------------------------------- | ---------------------------------------------------------------- | ---------------------------------------------------------------- | ---------------------------------------------------------------- | ---------------------------------------------------------------- | ---------------------------------------------------------------- |
| Апсолутни максимум, °C (°F)                                      | 21,2 (70,2)                                                      | 22,1 (71,8)                                                      | 27,1 (80,8)                                                      | 30,0 (86)                                                        | 33,4 (92,1)                                                      | 39,8 (103,6)                                                     | 40,2 (104,4)                                                     | 40,7 (105,3)                                                     | 35,3 (95,5)                                                      | 30,8 (87,4)                                                      | 24,3 (75,7)                                                      | 21,1 (70)                                                        | 40,7 (105,3)                                                     |
| Максимум, °C (°F)                                                | 9,5 (49,1)                                                       | 11,1 (52)                                                        | 14,5 (58,1)                                                      | 17,0 (62,6)                                                      | 21,0 (69,8)                                                      | 25,2 (77,4)                                                      | 28,0 (82,4)                                                      | 27,9 (82,2)                                                      | 24,6 (76,3)                                                      | 19,5 (67,1)                                                      | 13,3 (55,9)                                                      | 9,9 (49,8)                                                       | 18,5 (65,3)                                                      |
| Просек, °C (°F)                                                  | 5,9 (42,6)                                                       | 7,0 (44,6)                                                       | 9,8 (49,6)                                                       | 12,1 (53,8)                                                      | 16,0 (60,8)                                                      | 19,7 (67,5)                                                      | 22,3 (72,1)                                                      | 22,2 (72)                                                        | 19,0 (66,2)                                                      | 15,0 (59)                                                        | 9,5 (49,1)                                                       | 6,5 (43,7)                                                       | 13,8 (56,8)                                                      |
| Минимум, °C (°F)                                                 | 2,4 (36,3)                                                       | 3,0 (37,4)                                                       | 5,0 (41)                                                         | 7,1 (44,8)                                                       | 10,9 (51,6)                                                      | 14,3 (57,7)                                                      | 16,5 (61,7)                                                      | 16,5 (61,7)                                                      | 13,4 (56,1)                                                      | 10,5 (50,9)                                                      | 5,8 (42,4)                                                       | 3,2 (37,8)                                                       | 9,1 (48,4)                                                       |
| Апсолутни минимум, °C (°F)                                       | −17,0 (1,4)                                                      | −19,2 (−2,6)                                                     | −8,4 (16,9)                                                      | −3,0 (26,6)                                                      | −0,8 (30,6)                                                      | 4,0 (39,2)                                                       | 7,6 (45,7)                                                       | 5,5 (41,9)                                                       | 1,9 (35,4)                                                       | −3,0 (26,6)                                                      | −7,5 (18,5)                                                      | −12,0 (10,4)                                                     | −19,2 (−2,6)                                                     |
| Количина падавина, mm (in)                                       | 51,3 (2,02)                                                      | 41,6 (1,638)                                                     | 49,1 (1,933)                                                     | 69,6 (2,74)                                                      | 74,0 (2,913)                                                     | 60,3 (2,374)                                                     | 37,7 (1,484)                                                     | 46,8 (1,843)                                                     | 47,4 (1,866)                                                     | 57,0 (2,244)                                                     | 51,1 (2,012)                                                     | 52,4 (2,063)                                                     | 638,3 (25,13)                                                    |
| Дани са падавинама (≥ 1.0 mm)                                    | 9,2                                                              | 7,8                                                              | 8,6                                                              | 9,6                                                              | 9,9                                                              | 7,1                                                              | 5,0                                                              | 6,1                                                              | 6,5                                                              | 8,1                                                              | 9,2                                                              | 8,6                                                              | 95,7                                                             |
| Дани са снегом                                                   | 2,1                                                              | 2,0                                                              | 1,0                                                              | 0,2                                                              | 0,0                                                              | 0,0                                                              | 0,0                                                              | 0,0                                                              | 0,0                                                              | 0,0                                                              | 0,6                                                              | 1,6                                                              | 7,5                                                              |
| Релативна влажност, %                                            | 87                                                               | 82                                                               | 77                                                               | 76                                                               | 76                                                               | 72                                                               | 68                                                               | 71                                                               | 74                                                               | 81                                                               | 85                                                               | 88                                                               | 78,1                                                             |
| Сунчани сати — месечни просек                                    | 92,5                                                             | 115,0                                                            | 175,1                                                            | 186,1                                                            | 209,2                                                            | 227,6                                                            | 252,6                                                            | 238,8                                                            | 204,0                                                            | 149,2                                                            | 96,0                                                             | 85,3                                                             | 2.031,3                                                          |
| Извор #1: Météo France                                           |                                                                  |                                                                  |                                                                  |                                                                  |                                                                  |                                                                  |                                                                  |                                                                  |                                                                  |                                                                  |                                                                  |                                                                  |                                                                  |
| Извор #2: Infoclimat.fr (humidity and snowy days, 1961–1990)     |                                                                  |                                                                  |                                                                  |                                                                  |                                                                  |                                                                  |                                                                  |                                                                  |                                                                  |                                                                  |                                                                  |                                                                  |                                                                  |

| Клима Тулуза () 1981–2010 просеци и рекорди 1922–садашњост | Клима Тулуза () 1981–2010 просеци и рекорди 1922–садашњост | Клима Тулуза () 1981–2010 просеци и рекорди 1922–садашњост | Клима Тулуза () 1981–2010 просеци и рекорди 1922–садашњост | Клима Тулуза () 1981–2010 просеци и рекорди 1922–садашњост | Клима Тулуза () 1981–2010 просеци и рекорди 1922–садашњост | Клима Тулуза () 1981–2010 просеци и рекорди 1922–садашњост | Клима Тулуза () 1981–2010 просеци и рекорди 1922–садашњост | Клима Тулуза () 1981–2010 просеци и рекорди 1922–садашњост | Клима Тулуза () 1981–2010 просеци и рекорди 1922–садашњост | Клима Тулуза () 1981–2010 просеци и рекорди 1922–садашњост | Клима Тулуза () 1981–2010 просеци и рекорди 1922–садашњост | Клима Тулуза () 1981–2010 просеци и рекорди 1922–садашњост | Клима Тулуза () 1981–2010 просеци и рекорди 1922–садашњост |
| Показатељ \ Месец                                          | .Јан.                                                      | .Феб.                                                      | .Мар.                                                      | .Апр.                                                      | .Мај.                                                      | .Јун.                                                      | .Јул.                                                      | .Авг.                                                      | .Сеп.                                                      | .Окт.                                                      | .Нов.                                                      | .Дец.                                                      | .Год.                                                      |
| ---------------------------------------------------------- | ---------------------------------------------------------- | ---------------------------------------------------------- | ---------------------------------------------------------- | ---------------------------------------------------------- | ---------------------------------------------------------- | ---------------------------------------------------------- | ---------------------------------------------------------- | ---------------------------------------------------------- | ---------------------------------------------------------- | ---------------------------------------------------------- | ---------------------------------------------------------- | ---------------------------------------------------------- | ---------------------------------------------------------- |
| Апсолутни максимум, °C (°F)                                | 23,3 (73,9)                                                | 24,8 (76,6)                                                | 28,3 (82,9)                                                | 29,9 (85,8)                                                | 33,9 (93)                                                  | 39,3 (102,7)                                               | 40,2 (104,4)                                               | 44,0 (111,2)                                               | 36,0 (96,8)                                                | 35,4 (95,7)                                                | 27,0 (80,6)                                                | 26,9 (80,4)                                                | 44,0 (111,2)                                               |
| Максимум, °C (°F)                                          | 9,7 (49,5)                                                 | 11,1 (52)                                                  | 14,5 (58,1)                                                | 16,9 (62,4)                                                | 20,9 (69,6)                                                | 25,0 (77)                                                  | 28,0 (82,4)                                                | 28,0 (82,4)                                                | 24,6 (76,3)                                                | 19,5 (67,1)                                                | 13,4 (56,1)                                                | 10,1 (50,2)                                                | 18,5 (65,3)                                                |
| Просек, °C (°F)                                            | 6,1 (43)                                                   | 7,2 (45)                                                   | 9,9 (49,8)                                                 | 12,2 (54)                                                  | 16,1 (61)                                                  | 19,8 (67,6)                                                | 22,4 (72,3)                                                | 22,3 (72,1)                                                | 19,1 (66,4)                                                | 15,2 (59,4)                                                | 9,7 (49,5)                                                 | 6,8 (44,2)                                                 | 13,9 (57)                                                  |
| Минимум, °C (°F)                                           | 2,6 (36,7)                                                 | 3,3 (37,9)                                                 | 5,4 (41,7)                                                 | 7,4 (45,3)                                                 | 11,3 (52,3)                                                | 14,7 (58,5)                                                | 16,8 (62,2)                                                | 16,7 (62,1)                                                | 13,7 (56,7)                                                | 10,8 (51,4)                                                | 6,1 (43)                                                   | 3,4 (38,1)                                                 | 9,4 (48,9)                                                 |
| Апсолутни минимум, °C (°F)                                 | −19,0 (−2,2)                                               | −16,7 (1,9)                                                | −7,4 (18,7)                                                | −4,1 (24,6)                                                | 0,1 (32,2)                                                 | 4,5 (40,1)                                                 | 7,0 (44,6)                                                 | 7,3 (45,1)                                                 | 0,0 (32)                                                   | −2,6 (27,3)                                                | −8,5 (16,7)                                                | −13,4 (7,9)                                                | −19,0 (−2,2)                                               |
| Количина падавина, mm (in)                                 | 50,4 (1,984)                                               | 38,5 (1,516)                                               | 45,9 (1,807)                                               | 65,7 (2,587)                                               | 73,7 (2,902)                                               | 58,0 (2,283)                                               | 38,5 (1,516)                                               | 42,7 (1,681)                                               | 51,9 (2,043)                                               | 55,4 (2,181)                                               | 52,4 (2,063)                                               | 52,5 (2,067)                                               | 625,6 (24,63)                                              |
| Дани са падавинама (≥ 1.0 mm)                              | 8,5                                                        | 7,1                                                        | 8,2                                                        | 10,0                                                       | 9,6                                                        | 7,0                                                        | 4,9                                                        | 6,2                                                        | 6,3                                                        | 8,2                                                        | 8,8                                                        | 8,7                                                        | 93,4                                                       |
| Сунчани сати — месечни просек                              | 93,1                                                       | 116,6                                                      | 173,6                                                      | 186,7                                                      | 207,5                                                      | 224,8                                                      | 246,8                                                      | 234,9                                                      | 202,5                                                      | 147,9                                                      | 94,9                                                       | 85,4                                                       | 2.014,5                                                    |
| Извор: Météo France                                        |                                                            |                                                            |                                                            |                                                            |                                                            |                                                            |                                                            |                                                            |                                                            |                                                            |                                                            |                                                            |                                                            |